# 魯固勞
魯固牢（排灣語：Rugurao），是台灣排灣族伊拉部落（Tabasan，位於今屏東縣三地門鄉，北排灣群）神話中的女神，她砍下了丈夫魯布路（Ruprun）的四肢，創造出部落的族人。

## 神話

### 造人
魯固牢來自太陽西下處遠方的海洋，她是伊拉部落的創建者魯布路的妻子，但她很不喜歡魯布路身為巨人的巨大身軀和喜歡吃泥土和野味的習慣，最後一氣之下砍下他的四肢，部落的族人便是從魯布路的手指誕生的。

### 文化
因為討厭魯布路所吃的東西，魯固牢從平原取回了稗、粟（小米）、甘薯（地瓜）、小豆、樹豆的種子在山上種植，並且飼養家豬、山羌、魚等家畜，深深影響部落族人的生活習慣，族人因此視她為文化嚮導女神。

## 現代研究
有人認為，魯固牢很有可能是來自西部平原並嫁給伊拉部落祖先的平埔族女性。